# Amerikakoffert

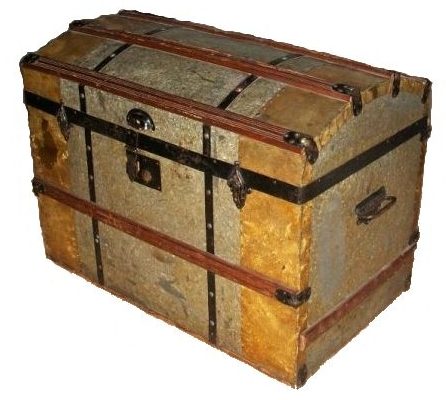
Koffert av den modell som ofta kallas "Amerikakoffert".

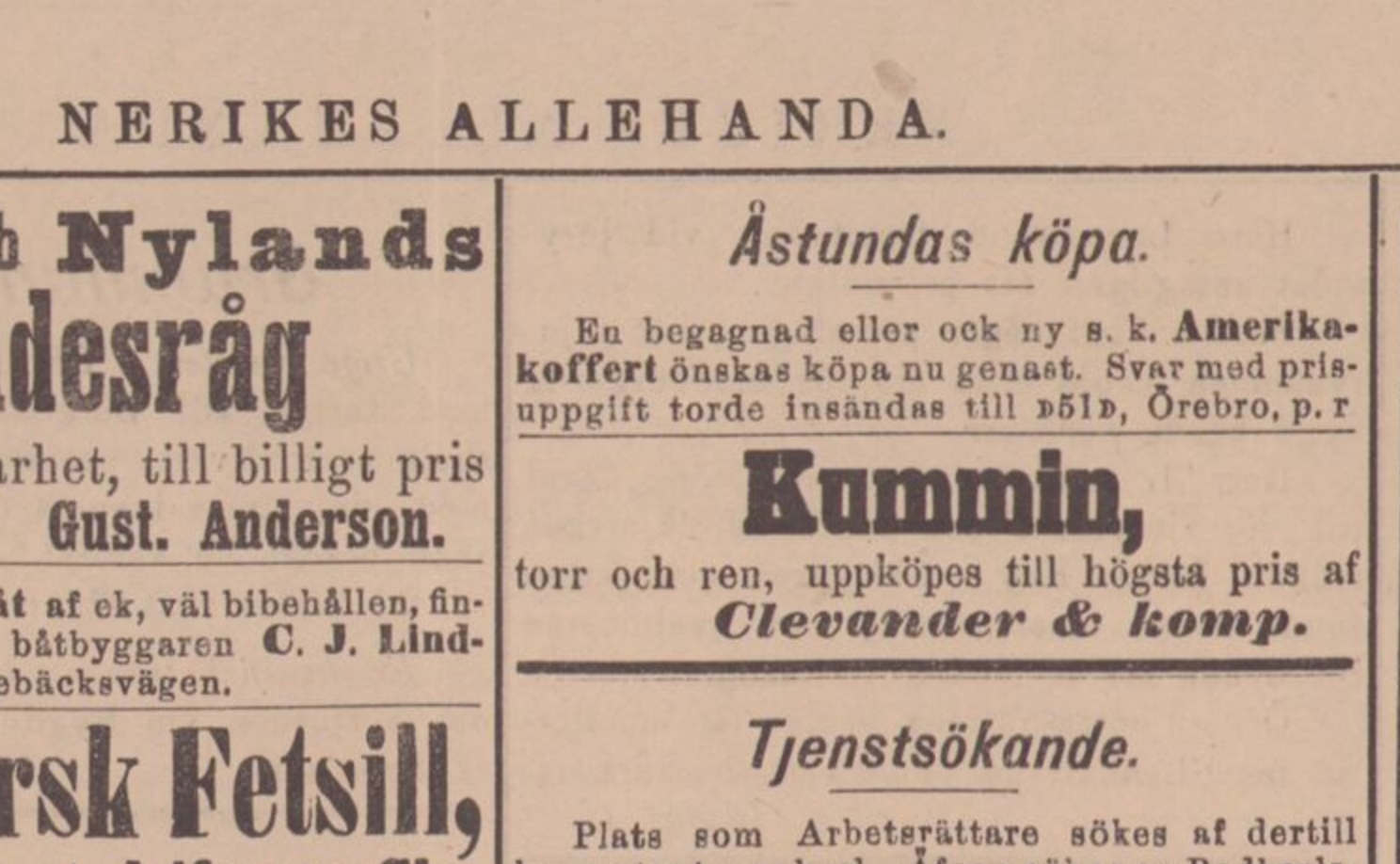
Annons där en amerikakoffert eftersökes, publicerad 8 augusti 1888 i Nerikes Allehanda.

Amerikakoffert (ibland amerikakista) är en benämning för de koffertar som europeiska utvandrare förvarade sin tillhörigheter i under migrationen till den Nya världen. Den är en välkänd symbol för den stora emigrationen från Sverige till Nordamerika under 1800-talet och 1900-talet. 
En amerikakoffert är av trä, metall eller läder. Den hade tidigare ofta använts som en dräng- eller pigkista. Efter etableringen i det nya landet sågs amerikakofferten (engelska: the emigrant trunk) sedan som en symbol både för själva emigrationen och för utvandrarens kontakter med det gamla hemlandet.
I Sverige finns ett stort antal amerikakoffertar, vilka i regel förts till Sverige av återvändande utvandrare. Dessa hade då ofta köpts i Nordamerika och försetts med mässingsöverdrag och påkostad inredning.